# Cyrenia themis
Cyrenia themis är en fjärilsart som beskrevs av Rebillard 1958. Cyrenia themis ingår i släktet Cyrenia och familjen Riodinidae. Inga underarter finns listade i Catalogue of Life.